# Vorgewende

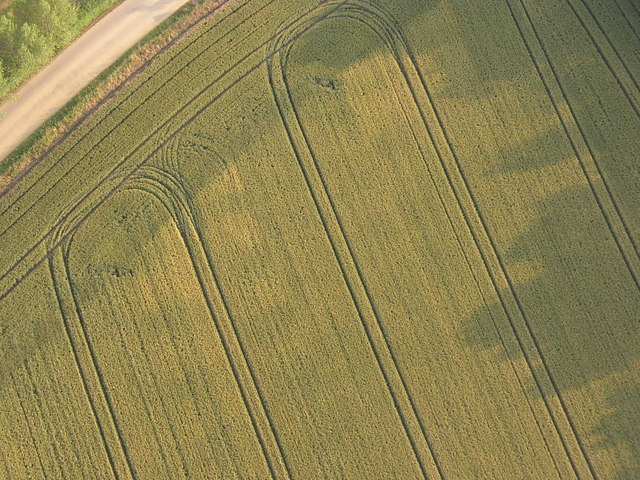
Am oberen Bildrand entlang des Weges befindet sich das Vorgewende

Als Vorgewende, regional auch Anwand, Anwendling, Vorende oder Angewende, vgl. auch Anwande, wird im Ackerbau der randliche Bereich eines Feldes bezeichnet, auf dem bei der Bearbeitung, beispielsweise mit dem Traktor beim Pflügen, gewendet wird. Bei der üblichen streifenförmigen Bearbeitung weist ein Feld also an zwei gegenüberliegenden Seiten je ein Vorgewende auf, das sich von der Breite nach der benötigten Breite zum sicheren Wenden richtet, jedoch immer einem vielfachen der Arbeitsbreite entsprechen sollte, um halbe Bahnen zu vermeiden. Dies sind zumeist die beiden kürzeren Seiten, da Längsbearbeitung insgesamt mit weniger Wendevorgängen verbunden und dadurch wirtschaftlicher ist. Bearbeitet werden Vorgewendeflächen quer zur sonstigen Bearbeitungsrichtung und parallel zum Ackerrand und je nach Vorgang vor (Ernte, Maislegen) oder nach (normale Bestellung) dem Bearbeiten der Hauptparzelle.
Bei Dauerkulturen, wie etwa den modernen eingezäunten Obstanlagen, bleibt entsprechend jeweils ein Stück an den beiden kurzen Seiten ohne Bepflanzung, um mit den Maschinen wenden zu können. Saumbiotope sollten nicht im Vorgewende des Ackers angelegt werden. Hecken bei umzäunten Dauerkulturen können jedoch am Zaun des Vorgewendes angepflanzt werden.
Durch wiederholtes Wenden mit schweren Maschinen erfolgt mit der Zeit im Vorgewende eine Bodenverdichtung, die den Ernteertrag merklich reduziert und angepasste Bearbeitungsformen nötig macht (z. B. häufigere, tiefere Auflockerung). Daher ist es zumeist im Interesse der Landwirte, diese randlichen Streifen möglichst klein zu halten und ggf. nicht auf dem Feld selbst, sondern auf angrenzenden, eventuell befestigten Flächen zu wenden. Vorgewende werden aber auch an die Arbeitsbreite der Geräte angepasst, mit denen nachfolgende Arbeiten erledigt werden, z. B. an die Breite der Feldspritze.
Vorgewende werden meist bevorzugt als Ort für die Zwischenlagerung von Erntegut (Zuckerrüben) oder auch von Düngemitteln (Mist, Kalke) verwendet.
Im Werragebiet gibt es die niederhessische Redewendung: „von hunnert Äckern das Vorende (Vorgewende) erzählen“, was soviel bedeutet, dass jemand beim Erzählen keine Kleinigkeit auslässt.